# 아미노 (앱)
아미노는 나르빌 주식회사(Narvii, Inc.)에서 개발한 미국 온라인 앱이다. 옌 왕과 벤 앤더슨이 2014년에 발표하였다. 2012년에 왕과 앤더슨은 매사추세츠 주 보스턴에서 열린 애니메이션 컨벤션에 참석하면서 컨벤션과 같은 커뮤니티에 대한 아이디어를 제시했다. 그해 말에 그들은 K-pop과 사진을 중심으로 두 개의 앱을 출시하여 해당 주제에 대한 팬들이 자유롭게 채팅할 수 있게 했다.
2014년 아미노는 공식적으로 출시되었으며 이전에 출시된 K-pop 및 사진 앱은 최초의 아미노 커뮤니티가 되었다. 
2014년 7월, 앤더슨과 왕은 나르빌을 아미노 앱의 모회사를 설립하고 자금으로 170만 달러를 받았다.

## 성장
아미노 앱은 출시 첫 해에 47개 커뮤니티가 시작되면서 빠르게 성장했다. 팬덤들은 점차 모바일 최적화 앱의 편리함을 알게 된 후, 페이스북이나 레딧과 같은 웹사이트에서 아미노로 갈아 탔다.
2016년 이전에는 사용자가 새 아미노 커뮤니티에 가입하기 위해 가입하려는 아미노 커뮤니티를 따로 다운로드해야 했다. 2016년 이후로 아미노 앱은 모든 아미노 커뮤니티를 하나의 앱으로 묶어 출시했다. 그래서 사용자들은 더 이상 여러 앱을 다운로드 할 필요가 없어졌다.
같은 해에 사용자가 커뮤니티를 만들 수 있는 ACM이 시작되었다. 이로 인해 아미노의 커뮤니티 수가 250만 개 이상으로 급증했다.

## 특징
아미노의 주요 기능은 사용자가 참여할 수 있는 특정 주제 전용 커뮤니티다. 사용자는 텍스트, 음성 또는 스크린 룸의 세 가지 방법으로 커뮤니티의 다른 구성원과 채팅할 수 있으며, 이를 통해 음성 채팅 중에 영상을 같이 볼 수 있다. 다른 기능으로는 투표, 블로그 게시물, 이미지 게시물, 위키, 스토리와 퀴즈가 있다. 드문 경우이긴하지만 커뮤니티에서 매우 잘 작성된 글은 위키의 첫 페이지에 다른 주요 컨텐츠와 같이 표시된다.

## 관리
각 커뮤니티에는 리더와 큐레이터라는 두 가지 등급이 있다. 리더는 테마 편집, 각종 컨텐츠, 유저 처벌 등과 같은 커뮤니티의 모든 기능을 관리할 수 있는 최고 권한이다. 반면 큐레이터는 권한이 적으며, 리더를 대신해 커뮤니티 관리를 할 수 있다. 큐레이터는 일반적으로 게시물을 게시하거나 플레이어를 처벌하거나 사용자가 볼 수 있는 중요한 공지를 게시한다.

## 펀딩
아미노는 2014년 7월에 자금 펀딩으로 170만 달러를 받았다. 그리고 2015년 9월 아미노는 시리즈 A 자금으로 650만 달러를 받았다. 시리즈 B와 C 펀딩에서 아미노는 각각 1,920만 달러와 4,500만 달러를 받았으며, 아미노는 이 4개의 펀딩 라운드에서 총 7,240만 달러를 받았다. 아미노 앱즈는 또한 올 에이지 오브 긱(All Ages of Geek)과 파트너 관계를 맺었다.

## 앱
커뮤니티를 관리하는 사용자는 해당 커뮤니티에 대해서만 별도의 앱을 다운로드를 해야만 가능했었지만, 이제는 그렇지 않게 업데이트가 되었고 모든 관리는 아미노 앱에서 가능하다.

## 커뮤니티 관리자
이 앱은 사용자가 아미노에서 자신의 커뮤니티를 만들고 관리하는 데 사용하는 앱이다. 현재는 없어졌다.